# Іваненко Костянтин Пилипович
Костянтин Пилипович Іваненко (народився 14 жовтня 1932 в селі Беремицьке Козелецького району Чернігівської області) — український медик. Полковник медичної служби.

## Кар'єра
Працював:
- Начальником лікувально-профілактично го відділу медичної служби Київського військового округу,
- консультантом санаторно-курортного відділу Міністерства оборони України.

## Відзнаки
- Заслужений лікар України.
- Відмінник охорони здоров'я.
- Нагороджений орденом «Знак Пошани» та 15 медалями.